# Rio Gorova
O Rio Gorova é um rio da Romênia, afluente do Tur, localizado no distrito de Satu Mare.